# Le allegre comari di Windsor (opera)
Le allegre comari di Windsor (in tedesco: Die lustigen Weiber von Windsor) è un Singspiel in tre atti di Carl Otto Nicolai, su libretto di Salomon Hermann Mosenthal e tratto dalla commedia omonima di William Shakespeare.

## Trama
La trama è simile a quella del Falstaff di Verdi su libretto di Arrigo Boito. A differenza dell'opera verdiana, nell'opera di Nicolai mancano Pistola e Bardolfo, ma c'è in più Slender (qui Spärlich). I personaggi hanno nomi tedeschi.

## Fortuna
La prima rappresentazione di Die lustigen Weiber von Windsor avvenne al Königliches Opernhaus (Teatro Reale dell'Opera o Staatsoper Unter den Linden) di Berlino il 9 marzo 1849 con la direzione dell'autore. Gli interpreti furono:
| Ruolo                                                      | Voce         | Cast del 9 marzo 1849 |
| ---------------------------------------------------------- | ------------ | --------------------- |
| Frau Fluth (Alice Ford)                                    | soprano      | Leopoldine Tuczek     |
| Frau Reich (Meg Page)                                      | mezzosoprano | Pauline Marx          |
| Sir John Falstaff                                          | basso        | August Zschiesche     |
| Fenton                                                     | tenore       | Julius Pfister        |
| Herr Fluth (Ford)                                          | baritono     | Julius Krause         |
| Anna Reich (Anne Page)                                     | soprano      | Louise Köster         |
| Herr Reich (Page)                                          | basso        | August Mickler        |
| Spärlich (Slender)                                         | tenore       | Eduard Mantius        |
| Dr. Cajus                                                  | basso        | A. Lieder             |
| Uomini e donne di Windsor, elfi, spiritelli, insetti, coro |              |                       |

Fu l'ultima e più fortunata opera di Otto Nicolai e, sui palcoscenici dei paesi di lingua tedesca, superò in popolarità addirittura il Falstaff di Verdi. Negli altri paesi viene rappresentata di solito in concerto l'Ouverture.
Fra le arie più popolari:
- Horch, die Lerche singt im Hain (Fenton)
- Als Büblein klein an der Mutter Brust (Falstaff)
- Nun eilt Herbei (Frau Fluth)